# 尤日內島 (弗斯特雷奇內埃群島)
尤日內島是俄羅斯的島嶼，屬於北地群島的一部分，位於布爾什維克島以北的拉普捷夫海，由克拉斯諾亞爾斯克邊疆區負責管轄，長4.1公里、寬0.5公里，最高點海拔高度23米，島上無人居住。